# Szkoła ludowa Cheder Iwri i gimnazjum Tachkemoni w Krakowie
Szkoła ludowa Cheder Iwri i gimnazjum Tachkemoni w Krakowie - dwie żydowskie szkoły znajdujące się na Kazimierzu w Krakowie, przy ulicy Miodowej 26.
Obie szkoły mieściły się w czteropiętrowym budynku zbudowanym w latach 1929–1931 z inicjatywy ortodoksyjno-syjonistycznej partii Mizrachi, według projektu Bernarda Zimmermanna. Zaraz po wybuchu II wojny światowej i wkroczeniu wojsk niemieckich do Krakowa szkoła została zamknięta.
Budynek w stylu modernistycznym, kryty dwuspadowym blaszanym dachem, mający trzy piętra. Na ścianie wyjściowej są trzy małe okna.
Po zakończeniu wojny w budynku urządzono miejsce lokowania ocalonych z Holocaustu i powracających z obozów koncentracyjnych i wojennej tułaczki Żydów. Obecnie mieszczą się w nim biura.
W późniejszych latach budynek był użytkowany przez Ośrodek Badawczo-Rozwojowy „Polmetal”. 

## Historia gimnazjum w latach 1918-1935
W roku 1918/19 powstał pierwszy kurs gimnazjalny, liczył on 15 uczniów. Rok później dostało koncesję, aby działać jako szkoła.
Dwa lata po rozpoczęciu starań o otrzymanie praw publiczności udało się je uzyskać w 1924. Dziesięć lat później (w roku szkolnym 1934/35) szkoła otrzymała pełne prawa gimnazjów państwowych.
Za rządów prezesa dr Chaim Hilfstein udało się zakupić budynek, który przylegał do starego gmachu od strony ul. Podbrzezie. Po ich zburzeniu zaczęto budowę nowego budynku szkoły, który został ukończony 2 września 1930 roku.
Program szkoły był dwujęzyczny - hebrajski i polski. Nauka w szkole trwała 8 lat. Program szkoły był identyczny jak w polskich szkołach z dodatkiem hebrajskiego, Biblii, religii i historii żydowskiej.
Szkoła miała swoją synagogę powstałą w 1931 roku, a kierownictwo synagogi wybierane było spośród uczniów.